# Wahgunyah
Wahgunyah är en ort i Australien. Den ligger i kommunen Indigo och delstaten Victoria, omkring 240 kilometer nordost om delstatshuvudstaden Melbourne. Wahgunyah ligger 154 meter över havet och antalet invånare är 809.
Runt Wahgunyah är det mycket glesbefolkat, med 7 invånare per kvadratkilometer.. Närmaste större samhälle är Corowa, nära Wahgunyah. 
Trakten runt Wahgunyah består till största delen av jordbruksmark. Genomsnittlig årsnederbörd är 1 060 millimeter. Den regnigaste månaden är juli, med i genomsnitt 135 mm nederbörd, och den torraste är november, med 44 mm nederbörd.